# 메타논리학
메타논리학은 논리학의 메타이론에 대한 연구이다. 논리학은 논리 체계로 타당하고 건전한 논증을 구성하는 방법을 연구하는 반면, 메타논리학은 논리 체계의 속성을 연구한다. 논리는 논리 시스템을 사용하여 도출할 수 있는 진리에 관한 것이다. 메타논리학은 진리를 표현하는 데 사용되는 언어와 시스템에 대해 파생될 수 있는 진리에 관한 것이다.
메타논리학 연구의 기본 대상은 형식 언어, 형식 시스템 및 그 해석이다. 형식 체계의 해석에 대한 연구는 모형 이론으로 알려진 수리 논리학의 한 분야이며, 형식 체계에 대한 연구는 증명 이론으로 알려진 한 분야이다.

## 개요

### 형식 언어
형식 언어는 조직화된 기호 집합으로, 기호의 모양과 장소에 따라 정확하게 정의된다. 따라서 그러한 언어는 표현의 의미를 참조 하지 않고 정의할 수 있다. 1차 논리는 일부 형식 언어로 표현된다. 형식 문법은 형식 언어에서 어떤 기호와 기호 집합이 공식인지 결정한다.
형식 언어는 고정 알파벳 α에서 문자열(유한 시퀀스)의 집합 A 로 형식적으로 정의할 수 있다. 카르납을 비롯한 일부 저자는 언어를 순서쌍 <α, A >로 정의한다. 그는 또한 α 의 각 요소가 A 의 적어도 하나의 문자열에 나타나야 한다고 요구한다.

### 형성 규칙
형성 규칙은 형식 언어의 잘 구성된 식에 대한 정확한 설명이다. 그들은 잘 형성된 공식을 구성하는 공식 언어의 알파벳에 대한 문자열 집합과 동의어이다. 그러나 의미론은 설명하지 않는다.

### 형식 체계
형식 체계는 형식 언어와 형식 체계로 구성된다. 형식 체계는 일련의 추론 규칙 또는 공리 세트로 구성되거나 둘 다 가질 수 있다. 형식 시스템은 하나 이상의 다른 표현식에서 하나의 표현식을 증명하는 데 사용된다.

### 형식적 증명
형식 증명은 형식 언어의 잘 구성된 형식의 시퀀스이며, 마지막 형식은 형식 시스템의 정리이다. 정리는 증명 시스템에서 선행하는 모든 잘 형성된 공식의 귀결이다. 잘 형성된 공식이 증명의 일부로 인정되려면 증명 순서에서 이전의 잘 형성된 공식에 일부 형식 시스템의 연역 장치 규칙을 적용한 결과여야 한다.

## 같이 보기
- 메타수학